# Craig Dawson
Craig Dawson (sinh ngày 6 tháng 5 năm 1990) là một cầu thủ bóng đá người Anh hiện đang thi đấu cho câu lạc bộ Wolverhampton Wanderers.
Dawson từng thi đấu cho Radcliffe Borough, Bolton Wanderers, Rochdale, West Bromwich Albion, Watford và West Ham United.